# Dragačići
Dragačići su naseljeno mjesto u općini Fojnica, Federacija Bosne i Hercegovine, BiH.
Nalaze se oko 10 kilometara sjeverno od Fojnice.

## Stanovništvo

### 1991.
Nacionalni sastav stanovništva 1991. godine, bio je sljedeći:
ukupno: 105
- Muslimani - 105

### 2013.
Nacionalni sastav stanovništva 2013. godine, bio je sljedeći:
ukupno: 11
- Bošnjaci - 11

## Vanjske poveznice
- Satelitska snimka  Arhivirana inačica izvorne stranice od 17. veljače 2021. (Wayback Machine)